# Eric Thorsell
Eric Thorsell, född 28 december 1898 i Munktorp, död 7 september 1980 i Surahammar, var en svensk folkrörelseman, nykterhetsman, sexualupplysare och på sin tid ledande i kampen för homosexuellas rättigheter i Sverige. Under hela sitt yrkesliv var han arbetare vid Surahammars järnbruk. Under 1950-talets rättsröteaffärer var han en av få som offentligt vågade kritisera den moralpanik och McCarthy-inspirerade hetsjakt på homosexuella som presskampanjerna resulterade i.

## Biografi
Eric Thorsell föddes som oäkta son till en 46-årig änka som försörjde sig och sonen som piga. Han växte upp i Malma socken och flyttade som 19-åring till Surahammar. Han ansträngde sig under en stor del av sitt liv för att komplettera den bristfälliga bildning som folkskolan givit, i första hand i godtemplarföreningens bibliotek. Vintern 1921–1922 studerade han även på Brunnsviks folkhögskola. Vintern 1931–1932, med hjälp av ett rekommendationsbrev från Elise Ottesen-Jensen, hade han ett halvårs vistelse vid Institutet för Sexualvetenskap i Berlin, lett av Magnus Hirschfeld.
Den postumt utgivna boken En homosexuell arbetares memoarer skrevs av Fredrik Silverstolpe utifrån intervjuer gjorda året före Eric Thorsells död. Här framgår att Thorsell redan som konfirmand var väl medveten om sin läggning och att sexuella kontakter efter tonåren främst fick klaras av vid besök i större städer, som Stockholm, Göteborg eller Berlin.
Från min lite isolerade situation i brukssamhället Surahammar kunde jag uppröras över hur homosexuella behandlades i samhället, men jag blev aldrig själv indragen i några svåra situationer. De som stod i intimt förhållande till mig på något sätt var ju väldigt diskreta av sig, inte minst för egen del. Jag tror inga andra kände till att jag var homosexuell. Själv visste jag om en del homosexuella på bruket, men vi pratade aldrig inbördes om detta.

## Gärning
Politiskt tillhörde Thorsell socialdemokraterna, och var en tid ledamot av kommunfullmäktige och ordförande i nykterhetsnämnden. Han blev dock, särskilt under 1950-talets rättsröteaffärer, besviken på arbetarrörelsen. Han var också lokal hemvärnsledare i Surahammar.

### Riksförbundet För Sexuell Upplysning
Thorsell deltog under 1930-talet i försök att starta en svensk tidning för homosexuella frågor, Lysis, men försöken rann ut i sanden, främst på grund av ekonomiska svårigheter. Inte heller idéerna om en nationell eller skandinavisk intresseförening för homosexuella kunde förverkligas då. Han höll också, den 10 februari 1933, vad som torde ha varit ett av de första offentliga föredragen i Stockholm om homosexualitet, med titeln Är de homosexuella rättslösa eller förbrytare?
På dagen två veckor senare bildades RFSU. Thorsell kastade sig, med egna ord, med liv och lust in i upplysningsarbetet: 
Det var lätt att känna entusiasm inför RFSU:s målsättningar. Det var en organisation som ropade på ljus och luft, på rätt och frihet. [... Vi försökte] bekämpa allt det rådande hyckleriet i sexualfrågan. I vårt arbete byggde vi på erfarenheter från arbetarnas folkbildningsrörelse. Där var det enkla män och kvinnor som organiserade studiecirklar och tog fackmän till hjälp. Det spreds litteratur och ordnades föreläsningskurser. Vi var från början inställda på, att en hel del av det vi önskade inte skulle kunna genomföras förrän vi fått ett socialistiskt samhälle.

### Kejneaffären
Sedan pressdrevet om Kejneaffären dragits igång 1950 tog Thorsell kontakt med Kejne och de andra närmast inblandade: När jag själv läste om allt detta, tänkte jag, att det var synd och skam att en sådan som Malmberg skulle få förstöra ryktet för Sveriges homosexuella. Jag beslöt mig för att söka upp Malmberg och ge honom en ordentlig avhyvling för att han ställde till med skandaler kring homosexualiteten. Thorsell hade väntat sig att finna en lyxbordell, men fann en sjabbig ungkarlslya där också en gammal kyrkfröken, en 80-årig arvtant, bodde. Bordellhistorien, som hela affären byggde på, visade sig vara uppdiktad. Resultatet av hans privatspaning delgavs stockholmspolisen, med vilken han i motsats till gruppen runt Kejne kunde etablera en förtroendefull relation, och via Ivar Harrie till Kejnekommissionen. Thorsell förmedlade till Kejnekommissionen kopior av brev från 19-årige Anders Hellstadius. Denne hade dömts till tre månaders fängelse för falsk tillvitelse sedan han förklarat att han följt med Kejne hem, och att Kejne gjort homosexuella närmanden. Kommissionen övertygades därmed, i motsats till de dömande domstolarna, om 19-åringens ärliga övertygelse.

### Riksförbundet För Sexuellt Likaberättigande
Sedan Eric Thorsell inbjudits som föredragshållare till det nybildade RFSL kom han närmast att spela rollen som äldre rådgivare i organisationen, som med sina då knappa resurser bekostade Thorsells resor till styrelsemöten och andra sammankomster. Den förtroendefulla relationen med stockholmspolisen kom till god nytta.

### Moteld mot 1950-talets hetsjakt
1952, när Haijbyaffären stod i centrum för den allmänna debatten, reagerade Thorsell starkt. han ansåg att det var inte många som ställde upp för de homosexuella, och RFSU gjorde just ingenting. De tidningar som inte deltog i hetsjakten höll tyst. Till och med i fackföreningarna kunde man ryckas med och föreslå uteslutning av homosexuella medlemmar. För att "anlägga moteld" höll Thorsell i mars ett offentligt föreläsning i Stockholm, Från Heliga Birgitta till pastor Kejne, om de historiska paralleller där ryktesspridning om homosexualitet använts i politiska syften, som i Eulenburgprocessen eller vid Heliga Birgittas intriger för att manövrera ut Magnus Eriksson. Föredraget blev en publikmässig framgång, men varken RFSU eller RFSL hade vågat hjälpa till. Föreläsningen ledde också till ett åtal för ärekränkning. Thorsell hade nämnt att Kejne grälat med sin chef vid Stadsmissionen och sedan fått en gratifikation om tusen kronor från denne – av pengar som samlats in för förkomna och urspårade människor. Thorsell frikändes.